# Gerard Radnitzky
Gerard Radnitzky (2. července 1921 Znojmo – 11. března 2006 Korlingen, Německo) byl německo-švédský filozof a vědecký teoretik. Byl profesorem teorie vědy na univerzitě v Trevíru od roku 1976 do roku 1989.

## Život
Vystudoval znojemské gymnázium. Během druhé světové války sloužil jako pilot u Luftwaffe; v dubnu 1945 dezertoval a uprchl do Švédska. V roce 1968 získal doktorát na univerzitě v Göteborgu prací Contemporary Schools of Metascience. V letech 1972 až 1976 byl profesorem filozofie na univerzitě v Bochumi a v roce 1976 byl jmenován profesorem teorie vědy na univerzitě v Trevíru.
Radnitzky patřil ke škole kritického racionalismu.

## Výběr z díla
- 1968 – Contemporary Schools of Metascience
- 1969 – Perspektiven, unter denen die Wissenschaften betrachtet werden können
- 1987 – An Economic Theory of the Rise of Civilization and its Policy Implications: Hayek's Account Generalized
- 2006 – Das verdammte 20. Jahrhundert. Erinnerungen und Reflexionen eines politisch Unkorrekte